# Newtonring

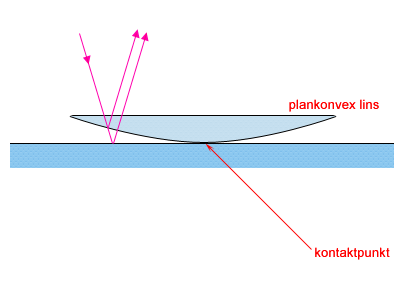
Den bakomliggande principen

Newtonringar, eller Newtons ringar, är ett fenomen som uppstår via interferens av reflektion av ljus mellan två ytor - en sfärisk och en närliggande plan yta. Newtonringar känns igen som en samling av växlandevis mörka och ljusa ringar, centrerade kring det område där ytorna har kontakt med varande (se figur). De ljusa ringarna uppstår genom konstruktiv interferens (förstärkning) mellan inkommande och reflekterande ljusstrålar, medan de mörka ringarna kommer genom destruktiv interferens. De mörka och ljusa banden uppstår vid belysning av monokromatiskt ljus; regnbågsfärger kan uppstå med hjälp av vitt ljus.

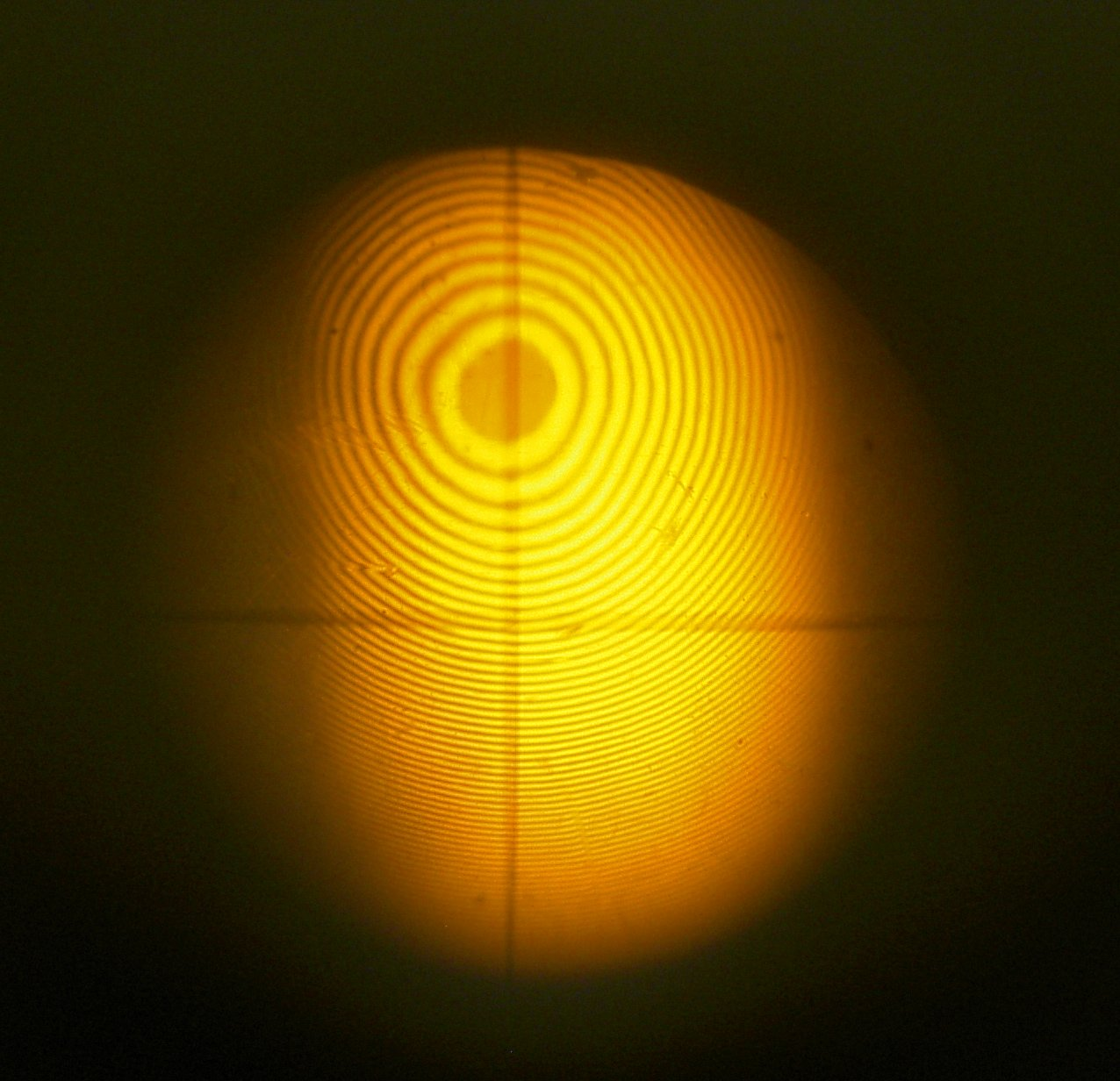
Newtonringar

Matematiskt kan formeln för Newtons ringar beskrivas:
{\displaystyle r={\sqrt {\lambda R\left(m+{\frac {1}{2}}\right)}}}
för {\displaystyle R>>\lambda }, där 
r är radien hos en ljus ring,
R är linsens krökningsradie,
m är ordningsnumret (0, 1, 2, 3...) för vilken ring som avses och
{\displaystyle \lambda } är våglängden för ljuset som passerar genom glaset.
Dessa ringar har fått sitt namn efter Isaac Newton, som var först med att analysera detta fenomen.